# Burg Hohenfriedingen
Die umgangssprachlich Friedinger Schlössle genannte Burg Hohenfriedingen oder Burg Friedingen liegt bei Friedingen, einem Stadtteil von Singen (Hohentwiel) im baden-württembergischen Landkreis Konstanz in Deutschland.

## Geographische Lage
Auf dem Friedinger Schlossberg, einem Gipfel östlich von Friedingen, etwa 800 Meter Luftlinie vom Ortskern entfernt, liegt die Gipfelburg Friedingen auf 547,2 m ü. NHN Höhe. Die Lage etwa 150 Meter über dem Bodensee ermöglicht einen Blick über den Untersee, die Vulkane des Hegaus und, bei guter Fernsicht, auf das Panorama der Alpen, das manchmal sogar einen Blick zum Massiv des Mont Blanc ermöglicht.

## Geschichte
Die erste ungesicherte Erwähnung der Burg Hohenfriedingen fand um das Jahr 914 durch König Konrad I. statt. In der Zeit zwischen 1170 und 1180 wurde die Burg durch die Herren von Friedingen errichtet. Im 14. Jahrhundert wurde die Burg geteilt und die Familie Schwarz aus Konstanz wurde Mitbesitzer. 1448 wurde dieser Anteil an Frischhans von Bodman zu Möggingen verkauft. 1476 fiel der restliche Anteil auch an die Herren von Bodman.
Im Schweizerkrieg wurde die Burg 1499 zerstört, aber danach wieder aufgebaut. 1539 verkauften die Herren von Bodman die Burg an die Stadt Radolfzell, die damit in den Besitz der Burg ihrer einstigen Lehensherren kam.
Eine erneute Zerstörung fand im Dreißigjährigen Krieg durch die Truppen der Festung Hohentwiel im Jahr 1647 statt. Vier Jahre später, 1651 wurde mit dem Wiederaufbau der Burg begonnen. Diese Aufteilung ist bis heute als „Friedinger Schlössle“ erhalten.
Wohl weil die Burg Ende des Zweiten Weltkrieges einer Sondereinheit der Waffen-SS als Unterkunft diente, zerstörten französische Truppen 1945 die bis dahin erhaltene Innenausstattung.
Heute wird die Burg als Ausflugslokal genutzt. Im Hof befindet sich im Sommer ein Biergarten und im Festsaal werden unter anderem auch Rittermahle veranstaltet.

## Beschreibung
Die Burg ist von einer polygonalen, etwas langgestreckten Ringmauer umgeben. Die Wirtschaftsgebäude sind innen direkt an diese Ringmauer angebaut. Der einzige Zugang im Osten wird von zwei starken Wangenmauern flankiert. Die früher vorhandene Vorburg existiert heute nicht mehr, die Fläche wird seit der Zerstörung als Garten genutzt.
Unterhalb der Burg, etwa 200 Meter entfernt, liegt der auch heute noch bewirtschaftete Schlosshof, der Hof der Burg, auf dem auch das abgebrannte Torkelgebäude der ehemaligen Weinberge am Burgberg stand.

## Galerie

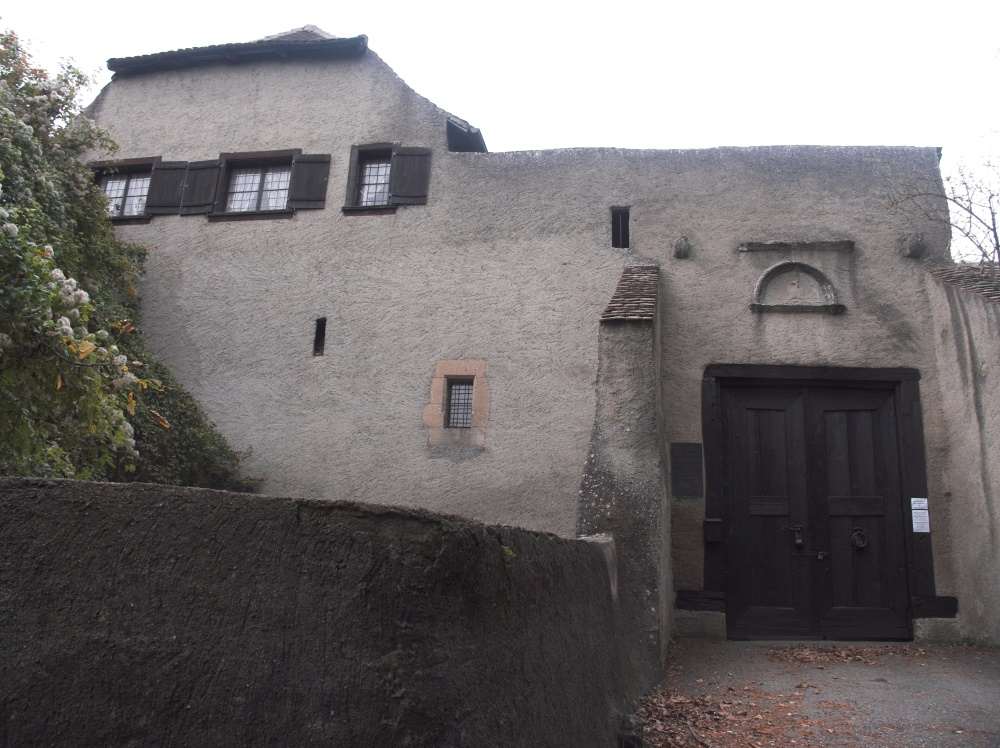
Eingangsportal
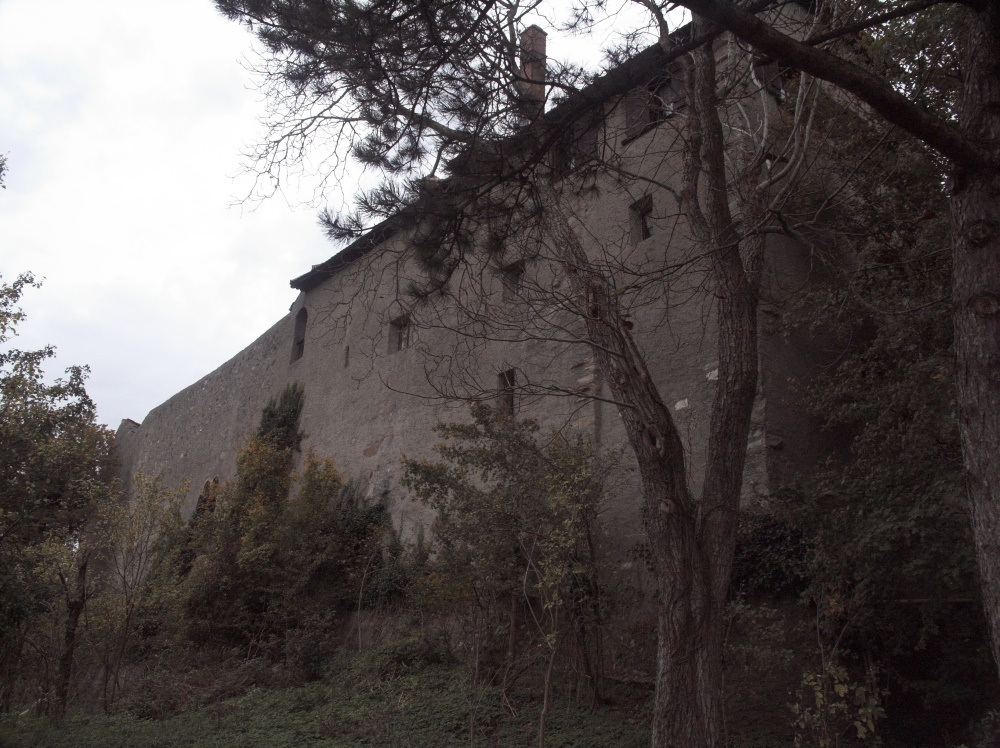
Südmauer
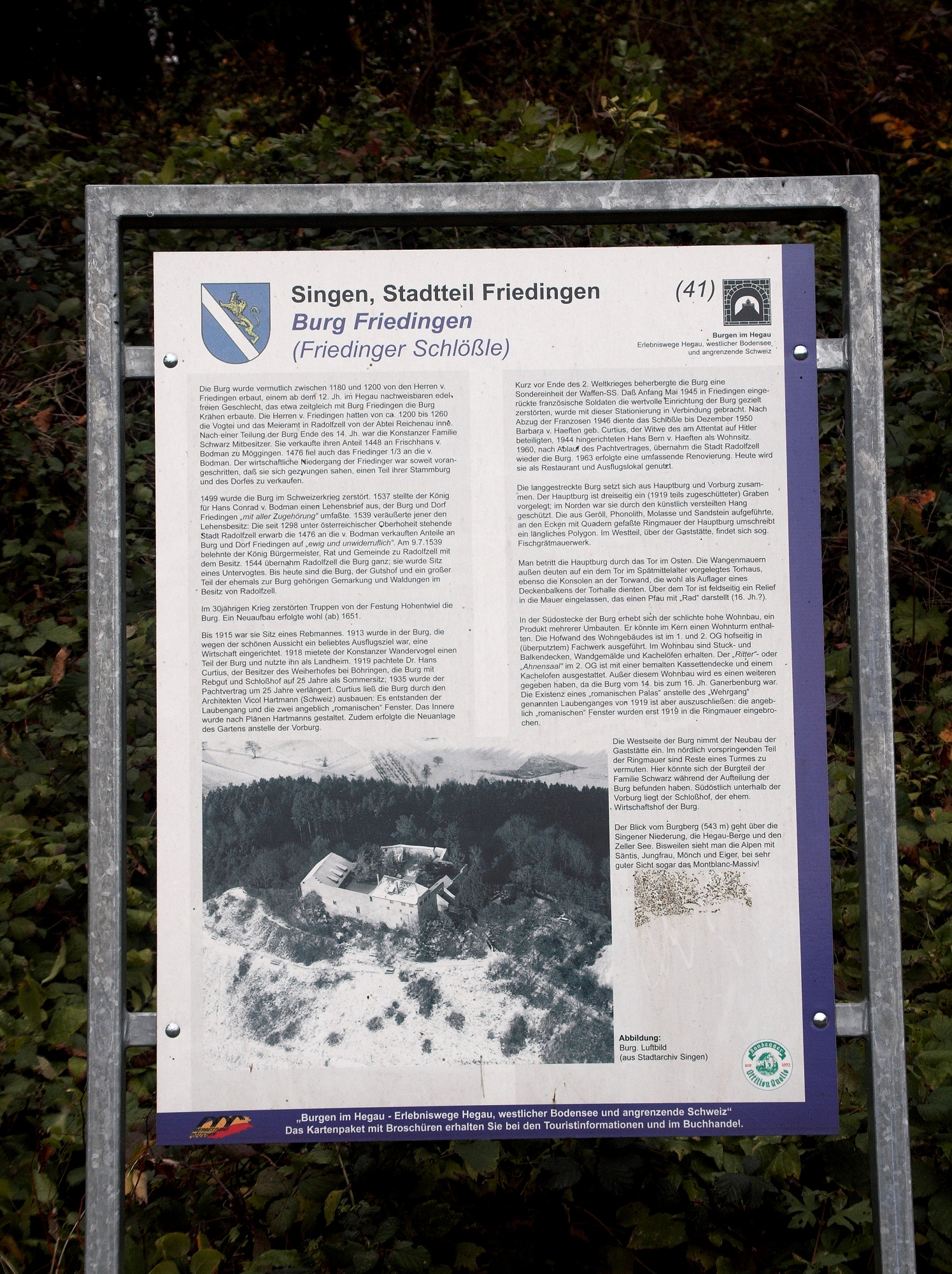
Informationstafel
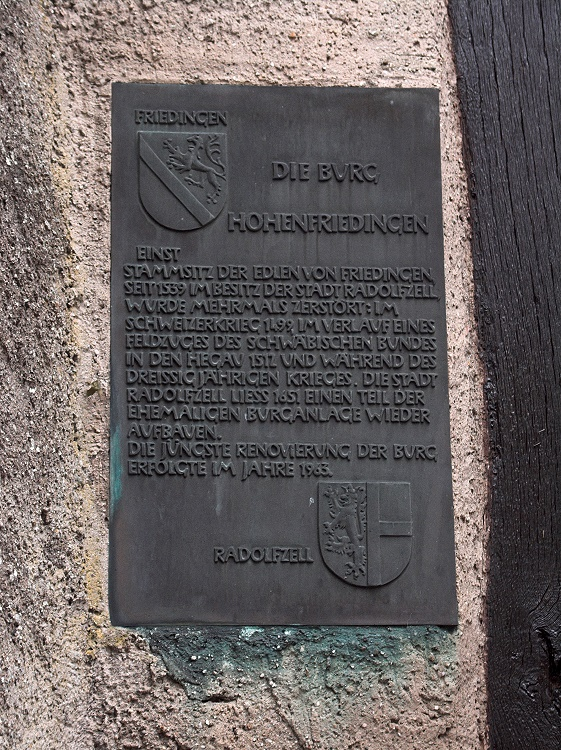
Tafel neben dem Eingangsportal